# Biakdwergooruil
De biakdwergooruil (Otus beccarii) is een vogelsoort uit de familie van de strigidae (uilen). Deze vogel is genoemd naar de Italiaanse botanicus Odoardo Beccari. 

## Kenmerken
De vogel is 25 cm lang. Het is een uil met nauwelijks zichtbare oorpluimen en gele ogen en witte wenkbrauwen. Van boven is de vogel bruin en dwars gestreept met witte veerranden. Van onder is deze uil iets lichter, warm okerkleurig bruin met dicht op elkaar, hele fijne horizontale streepjes.

## Verspreiding en leefgebied
Deze soort is endemisch op het eiland Biak-Supiori (provincie Papoea, Indonesië). Het leefgebied is natuurlijk bos en gedeeltelijk gekapt bos, maar ook moerasbos en bossen gelegen op kalksteenrotsbodems langs de kust.

## Status
De biakdwergooruil heeft een beperkt verspreidingsgebied en daardoor is de kans op uitsterven aanwezig. De grootte van de populatie werd in 2023 door BirdLife International geschat op 15000 tot 20000 volwassen individuen en de populatie-aantallen nemen af door habitatverlies. Het leefgebied wordt aangetast door ontbossing ten behoeve van zelfvoorzieningslandbouw. Op Supiori zijn de op kalksteen gelegen bossen redelijk goed beschermd omdat zij voor mensen lastig toegankelijk en/of bruikbaar zijn. Deze soort staat als gevoelig op de Rode Lijst van de IUCN.